# إدوين بور بابيت
إدوين بور بابيت (بالإنجليزية: Edwin Burr Babbitt)‏ (من مواليد 26 يوليو 1862، وتُوفي في 9 ديسمبر 1939) هو جنرال في جيش الولايات المتحدة.

## سيرته الذاتية
وُلد إدوين في 26 يوليو 1862 في مدينة نيويورك إلى لورنس، وهو عقيد في الجيش الأمريكي، وفاني بابيت. كان صهر تشارلز ماكدوغال وصهر توماس موير ماكدوغال. وتُوفي في 9 ديسمبر 1939 في سانتا باربارا، بولاية كاليفورنيا. ودفن في مقبرة أرلينغتون الوطنية.

## حياته المهنية
تخرج إدوين من الأكاديمية العسكرية بالولايات المتحدة الأمريكية في عام 1884، وتم تكليفه برتبة ملازم ثانٍ. خدم كقائد لواء خلال معركة غابة أرجون ومعركة سانت ميهيل أثناء الحرب العالمية الأولى. وتشمل الجوائز التي تلقاها:
- ميدالية الخدمة المميزة للجيش «للخدمات الممتازة الجديرة بالملاحظة والواضحة» في الحرب العالمية الأولى.
- وسام جوقة الشرف في فرنسا
- وسام الشمس في بيرو
- وسام عبدون كالديرون من الدرجة الأولى في الإكوادور.[1]

تقاعد إدوين في عام 1924.

## فهارس
- Davis, jr.، Henry Blaine (1998). Generals in Khaki. Raleigh, North Carolina: Pentland Press,Inc. ص. 16–17. ISBN:1-57197-088-6.

## روابط خارجية
إدوين بور بابيت على موقع فايند أغريف